# Sidney Hickox
Pour les articles homonymes, voir Hickox.
Sidney Hickox ou Sid Hickox est un directeur de la photographie américain, né le 15 juillet 1895 à New York (États-Unis), mort le 16 mai 1982  à La Cañada Flintridge (Californie).

## Carrière
Sidney Hickox commence sa carrière dans le cinéma à l'âge de 20 ans, comme assistant caméra aux Studios Biograph de Manhattan et rapidement devient directeur de la photo à part entière sur Gloria's Romance en 1916. Après la Première Guerre mondiale, il s'installe à Hollywood et entre au studio First National Pictures. Quand le studio est absorbé par la Warner Bros en 1928, il y demeure et, dès lors, travaille sur des centaines de projets de la Warner, collaborant entre autres avec Howard Hawks, notamment sur Le Port de l'angoisse et sur Le Grand Sommeil, et avec Raoul Walsh, sur une quinzaine de films, parmi lesquels Gentleman Jim, La Fille du désert, L'enfer est à lui...

## Filmographie
- 1916 : Gloria's Romance
- 1921 : School Days
- 1922 : Your Best Friend
- 1923 : Marriage Morals
- 1926 : The Little Giant
- 1927 : La Vie privée d'Hélène de Troie (The Private Life of Helen of Troy)
- 1928 : Sailors' Wives
- 1928 : Happiness Ahead
- 1928 : Ciel de gloire de George Fitzmaurice
- 1928 : Oh, Kay !
- 1929 : Synthetic Sin
- 1929 : Why Be Good?
- 1929 : Hot Stuff
- 1929 : Two Weeks Off
- 1929 : Smiling Irish Eyes
- 1929 : Footlights and Fools
- 1929 : The Love Racket (en)
- 1930 : Die Maske fällt
- 1930 : Strictly Modern (en)
- 1930 : Those Who Dance
- 1930 : The Flirting Widow
- 1930 : Sweet Mama
- 1930 : Top Speed
- 1930 : The Way of All Men
- 1930 : The Gorilla
- 1930 : Der Tanz geht weiter
- 1931 : The Naughty Flirt
- 1931 : Dämon des Meeres
- 1931 : Too Young to Marry
- 1931 : Party Husband (en)
- 1931 : Broadminded
- 1931 : Le Dernier Vol (The Last Flight) de William Dieterle
- 1931 : Pleasure (en)
- 1931 : Convicted (en)
- 1931 : Blonde Crazy
- 1931 : The Sea Ghost
- 1931 : La Fille de l'enfer (Safe In Hell) de William A. Wellman
- 1932 : L'Honorable Monsieur Wong (The Hatchet Man)
- 1932 : The Crowd Roars
- 1932 : Mon grand (So Big!)
- 1932 : Love Is a Racket
- 1932 : The Purchase Price
- 1932 : Héritage (A Bill of Divorcement)
- 1932 : Nuit d'aventures (Central Park)
- 1932 : Frisco Jenny
- 1933 : Grand Slam
- 1933 : The Little Giant
- 1933 : Le Signal (Central Airport) de William A. Wellman
- 1933 : Mary Stevens, M.D.
- 1933 : The Avenger
- 1933 : Sensation Hunters (en)
- 1933 : Female
- 1934 : The Big Shakedown
- 1934 : Bedside
- 1934 : Heat Lightning (en)
- 1934 : L'Ombre du passé (Registered Nurse) de Robert Florey
- 1934 : Ondes d'amour (Twenty Million Sweethearts)
- 1934 : Le Cirque en folie (en) (The Circus Clown) de Ray Enright
- 1934 : Dames
- 1934 : A Lost Lady,
- 1934 : I Sell Anything (en)
- 1934 : Le Cabochard (The St. Louis Kid) de Ray Enright
- 1934 : I Am a Thief
- 1935 : The Right to Live
- 1935 : Sur le velours (Living on Velvet)
- 1935 : Stranded
- 1935 : Bright Lights
- 1935 : Special Agent
- 1935 : The Goose and the Gander
- 1935 : La Femme traquée (I Found Stella Parish)
- 1936 : Freshman Love (en)
- 1936 : Brides Are Like That
- 1936 : The Law in Her Hands
- 1936 : Two Against the World
- 1936 : The Case of the Velvet Claws
- 1936 : Sur la piste de l'Ouest (en) (Trailin' West) de Noel M. Smith
- 1936 : Give Me Your Heart
- 1937 : Stolen Holiday
- 1937 : Rivalité (Slim) de Ray Enright
- 1937 : Voici l'escadre (The Singing Marine)
- 1937 : La Révolte (San Quentin)
- 1937 : Confession
- 1937 : First Lady
- 1937 : Missing Witnesses
- 1938 : Un meurtre sans importance (A Slight Case of Murder)
- 1938 : Women Are Like That
- 1938 : Les hommes sont si bêtes
- 1938 : My Bill
- 1938 : Secrets of an Actress
- 1939 : Hommes sans loi (King of the Underworld)
- 1939 : Blackwell's Island
- 1939 : Women in the Wind
- 1939 : The Kid from Kokomo (it)
- 1939 : Le Vainqueur (Indianapolis Speedway) de Lloyd Bacon
- 1939 : Everybody's Hobby
- 1939 : Le Retour du docteur X (The Return of Doctor X)
- 1940 : British Intelligence Service (British Intelligence)
- 1940 : King of the Lumberjacks
- 1940 : Le docteur se marie (The Doctor Takes a Wife)
- 1940 : Tear Gas Squad (en)''
- 1940 : The Man Who Talked Too Much
- 1940 : Flowing Gold (en)
- 1940 : Tête chaude (East of the River) de Alfred E. Green
- 1941 : L'Amour et la Bête (The Wagons Roll at Night)
- 1941 : Thieves Fall Out (en)
- 1941 : Hal Kemp and His Orchestra
- 1941 : Underground
- 1941 : Law of the Tropics (en)
- 1941 : Échec à la Gestapo (All Through the Night)
- 1942 : Toujours dans mon cœur (Always in My Heart)
- 1942 : Le Caïd (The Big Shot)
- 1942 : Gentleman Jim
- 1943 : The Voice That Thrilled the World
- 1943 : L'Ange des ténèbres (Edge of Darkness)
- 1943 : Du sang sur la neige (Northern Pursuit)
- 1944 : I Am an American
- 1944 : Saboteur sans gloire (Uncertain Glory)
- 1944 : Le Port de l'angoisse (To Have and Have Not)
- 1945 : Bombes sur Hong-Kong (|God Is My Co-Pilot)
- 1945 : The Horn Blows at Midnight
- 1946 : Le Grand Sommeil (The Big Sleep)
- 1947 : L'Homme que j'aime (The Man I Love), de Raoul Walsh
- 1947 : Cheyenne
- 1947 : La Possédée (Possessed)
- 1947 : Les Passagers de la nuit (Dark Passage)
- 1948 : La Rivière d'argent (Silver River)
- 1948 : Les Géants du ciel (Fighter Squadron)
- 1948 : One Sunday Afternoon
- 1949 : La Fille du désert (Colorado Territory)
- 1949 : L'enfer est à lui (White Heat)
- 1950 : Gentleman cambrioleur (The Great Jewel Robber)
- 1950 : Secrets de femmes (Three Secrets)
- 1950 : Les Cadets de West Point (The West Point Story)
- 1951 : Lightning Strikes Twice
- 1951 : Une corde pour te pendre (Along the Great Divide)
- 1951 : La Furie du Texas (Fort Worth)
- 1951 : Les Aventures du capitaine Wyatt (Distant Drums)
- 1952 : The Winning Team
- 1953 : So You Want to Learn to Dance (en)
- 1953 : So You Want a Television Set
- 1953 : Le Souffle sauvage (Blowing Wild)
- 1954 : Des monstres attaquent la ville (Them!)
- 1955 : Le Cri de la victoire (Battle Cry)
- 1956 : I Love Lucy (série TV)
- 1958 : The Lucy-Desi Comedy Hour (en) (série TV)
- 1959 : The Jack Benny Program (série TV)
- 1960 : The Andy Griffith Show (série TV)